# Fannia umbrosa
Fannia umbrosa är en tvåvingeart som först beskrevs av Stein 1895.  Fannia umbrosa ingår i släktet Fannia och familjen takdansflugor.
Artens utbredningsområde är Rumänien. Arten är reproducerande i Sverige. Inga underarter finns listade i Catalogue of Life.